# Lars-Eric Petersson
Lars-Eric Petersson, född 1950 i Mönsterås, är en svensk civilekonom, företagsledare, tidigare vd och koncernchef för försäkringsbolaget Skandia. 
Petersson hamnade i blåsväder efter att han försett sina två söner med skandialägenheter och de bonusar som han tilldelats vid millennieskiftet. I maj 2006 dömdes han för grov trolöshet mot huvudman till två års fängelse av tingsrätten, men friades senare av hovrätten.